# Sokół i koka
Sokół i koka (ang. The Falcon and the Snowman) – amerykański film szpiegowski z 1985 roku w reżyserii Johna Schlesingera. Scenariusz powstał na podstawie bestsellerowej książki z 1979 roku pt. The Falcon and the Snowman: A True Story of Friendship and Espionage autorstwa dziennikarza Roberta Lindseya, opartej na faktach.

## Fabuła
Christopher Boyce, syn byłego pracownika FBI, rezygnuje ze studiów, by poświęcić się sokolnictwu. Ojciec załatwia mu pracę w koncernie zbrojeniowym, współpracującym z CIA, gdzie chłopak trafia na tajne dokumenty o operacjach wywiadowczych CIA. Jego przyjaciel, utrzymujący się z handlu narkotykami Dalton Lee, namawia go do sprzedania dokumentów ambasadzie rosyjskiej w Meksyku.

## Obsada
- Timothy Hutton jako Christopher Boyce
- Sean Penn jako Dalton Lee
- Pat Hingle jako pan Boyce
- Joyce Van Patten jako pani Boyce
- Lori Singer jako Lana
- Richard Dysart jako doktor Lee
- Jerry Hardin jako Tony Owens

i inni

## Produkcja
Zdjęcia kręcono w Los Angeles i Meksyku (Tijuana, miasto Meksyk).